# Pietro Desani

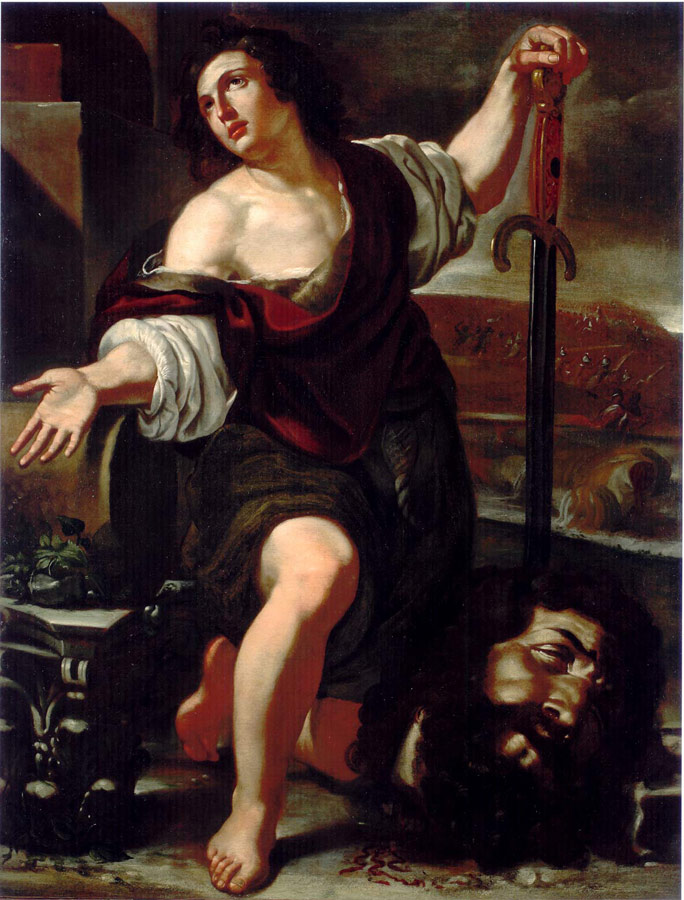
David con la testa di Golia, Collezione privata

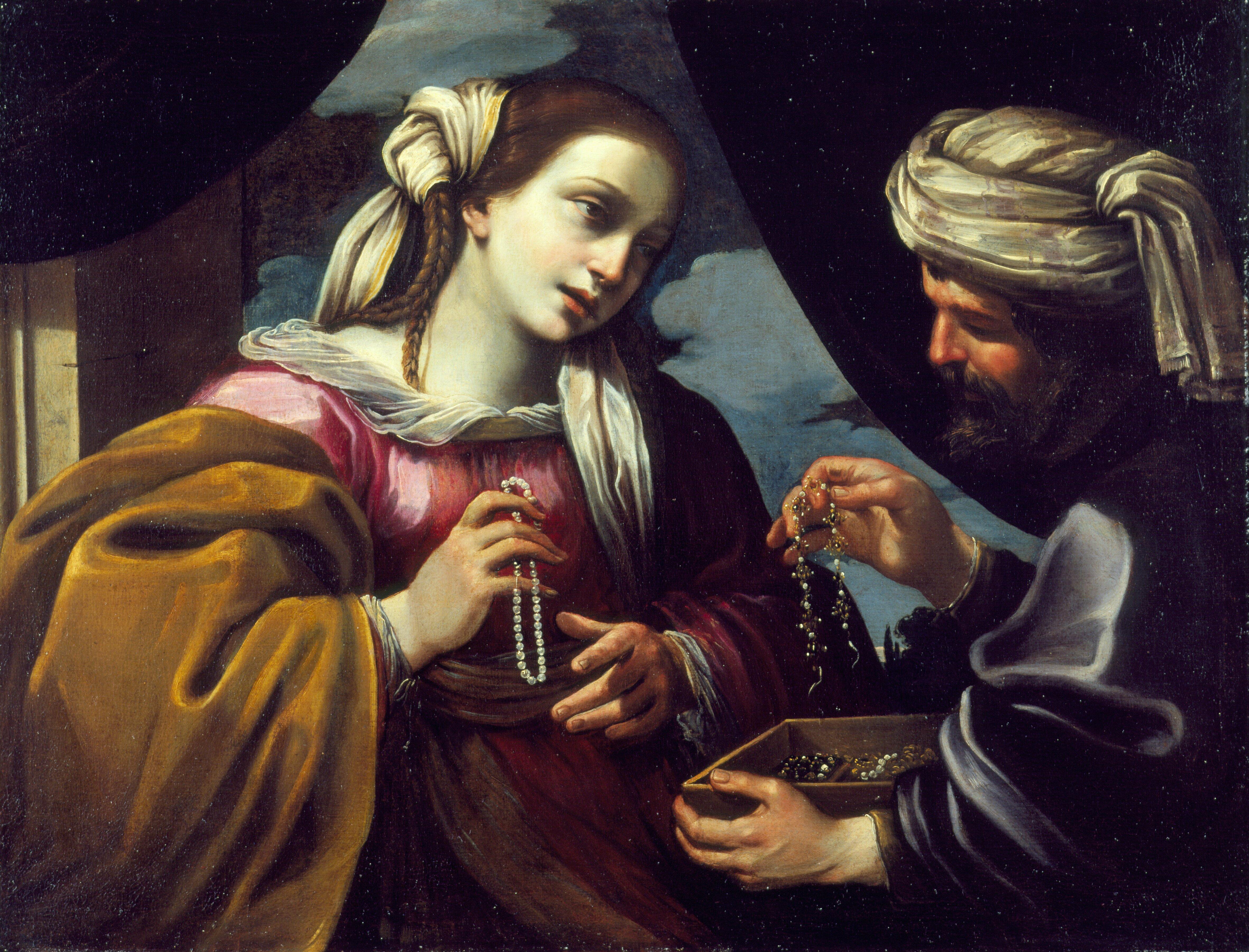
Rebecca ed Eleazar, Fondazione G. Rossini, Pesaro

Pietro Desani (17 novembre 1595 – 14 settembre 1647) è stato un pittore italiano del periodo barocco.

## Biografia
Fu discepolo di Lionello Spada e fu attivo principalmente tra Bologna e Reggio Emilia.Tra le sue opere da ricordare una Crocifissione con la Vergine, la Maddalena e San Giovanni per la chiesa del Corpo di Cristo e un San Francesco riceve le stimmate per i Padri Zoccolanti. Tra i suoi discepoli da ricordare Orazio Talami, Girolamo Massarini e l'unico figlio, Pietro Giovanni, che però seguì con scarsi risultati la professione del padre.